# Dunedin Star
Die Dunedin Star war ein am 29. November 1942 an der Skelettküste Südwestafrikas (heute Namibia) gesunkenes britisches Kühlschiff.

## Hintergrund
Das Schiff wurde von Cammell, Laird & Company in Birkenhead 1935 gebaut und im Februar 1936 in Dienst (Stapellauf) gestellt. Es war nach dem neuseeländischen Ort Dunedin benannt. Als Schiff der Imperial-Star-Klasse sollte es vor allem Gefrierfleisch von Australien und Neuseeland ins Vereinigte Königreich transportieren. Das Schiff nahm im Zweiten Weltkrieg im September 1941 an der Operation Halberd vor Malta teil.
Am 29. November 1942 lief das Schiff vor Südwestafrika auf Grund, wonach eine der größten Rettungsaktionen der damaligen Zeit begonnen wurde.
Die Dunedin Star wurde von zwei Neunzylinder-Dieselmotoren der Sulzer AG mit einer Maschinenleistung von 2516 PS angetrieben.

## Letzte Fahrt
Am 9. November 1942 verließ die Dunedin Star Liverpool mit dem Ziel Königreich Ägypten. Dabei waren die geplanten Stationen um den afrikanischen Kontinent Saldanha Bay und Kapstadt in der Südafrikanischen Union und die Kolonie Aden. Sie hatte Stückgüter sowie Ausrüstung für die Eighth Army geladen. An Bord befanden sich 85 Besatzungsmitglieder und 21 Passagiere.
Am 29. November 1942 lief die Dunedin Star auf Grund. Ein Notfallsignal wurde in Walvis Bay aufgefangen. Das Schiff lief schnell voll Wasser, so dass sich der Kapitän R. B. Lee für das Aufgrundsetzen etwa 50 Kilometer südlich der Kunenemündung entschied, um ein Sinken des Schiffes zu verhindern.

## Rettungsaktion

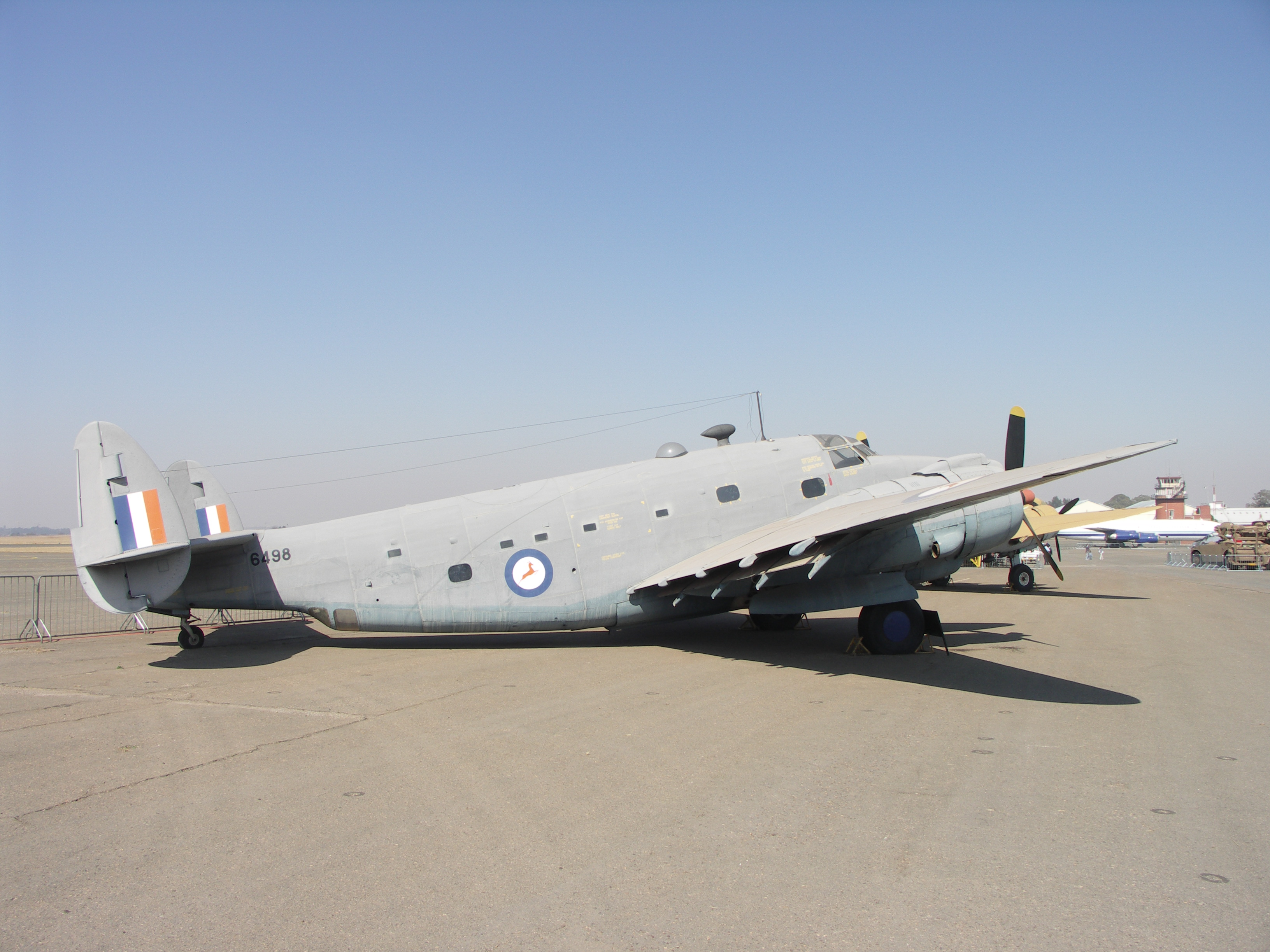
Eine südafrikanische Lockheed Ventura, wie sie auch bei der Rettungsaktion eingesetzt wurde (2008)

Der südafrikanische Schlepper Sir Charles Elliot verließ Walvis Bay in Richtung des Havaristen. Am 30. November lief das Minenabwehrfahrzeug Nerine ebenfalls von Walvis Bay aus. Es lieferte Nahrungsmittel an die Gestrandeten und nahm diese auf. Auch das norwegische Handelsschiff Temeraire und das Dampfschiff Manchester Division kamen zur Rettung. Zeitgleich wurde ein Landrettungstrupp aus Windhoek in Bewegung gesetzt. Die Schiffe erreichten die Dunedin Star am 1. bzw. 2. Dezember 1942. Nach der Rettung lief die Sir Charles Elliot südlich der Dunedin Star bei Rocky Point am 3. Dezember d. J. auf Grund. Zwei Besatzungsmitglieder kamen beim Schwimmen an Land ums Leben.
Am 3. Oktober wurde eine Lockheed Ventura der South African Air Force aus Kapstadt in Bewegung gesetzt, um Lebensmittel für die Überlebenden abzuwerfen. Ein Großteil der Nahrungsmittel kam hierbei zu Schaden, so dass sich der Pilot für eine Landung in der Umgebung entschied, um die verbliebenen Schiffbrüchigen aufzunehmen. Hierbei versank das Fahrwerk des Flugzeugs im tiefen Sand der Namib. Drei weitere Lockheed Ventura kamen zur Hilfe und warfen Lebensmittel erfolgreich ab.
Am 8. Dezember erreichte die Landmission aus Windhoek das Unglücksgebiet. Zusammen mit der Besatzung der Sir Charles Elliot wurde ein provisorischer Start- und Landeplatz errichtet. Hier konnte eine Lockheed Ventura schlussendlich sicher landen und einige Besatzungsmitglieder des Schleppers retten.
Die Neringe kehrte nach einer Fahrt nach Walvis Bay, um neuen Proviant zu übernehmen, am 9. Dezember zur Dunedin Star zurück. Bei einer weiteren Rettungsaktion konnten 14 Besatzungsmitglieder und vier Passagiere vom Strand gerettet werden. 10 weitere Überlebende wurden einen Tag später von der Nerine aufgenommen.
Am 23. Dezember erreichten die letzten Überlebenden auf dem Landweg Windhoek, ehe sie mit dem Zug fünf Tage später in Kapstadt ankamen.
Am 17. Januar 1943 startete eine weitere Expedition auf dem Landweg, um die im Sand steckende Lockheed Ventura zu bergen. Nach vier Tagen langer Arbeit hob das Flugzeug schlussendlich am 29. Januar 1943 ab. Nach einer Flugzeit von 43 Minuten stürzte es aufgrund von Motorproblemen im Südatlantik ab. Alle drei Crewmitglieder konnten an Land schwimmen, ehe sie am 1. Februar 1943 auf dem Landweg gerettet wurden.
Alle Besatzungsmitglieder und Passagiere der Dunedin Star überlebten das Unglück. Eine Lockheed Ventura und der Schlepper Sir Charles Elliot gingen bei der Rettung verloren und zwei Besatzungsmitglieder des Schleppers verloren ihr Leben. Der Kapitän der Dunedin Star wurde nach dem Vorfall entlassen, erhielt aber wenig später erneut eine Anstellung von der Reederei. Sechs ehemalige Besatzungsmitglieder der Dunedin Star kamen ums Leben, als die Melbourne Star im April 1943 sank, ein weiteres Besatzungsmitglied starb beim Untergang der Empire Javelin am 28. Dezember 1944.

## Nachwehen
Wrackteile der Dunedin Star sind noch heute (Stand 2025) an der Skelettküste sichtbar. Das Grab von Mathias Koraseb, einer der zwei bei der Rettungsaktion Verstorbenen, ist noch vor Ort zu sehen. Die sterblichen Überreste von Angus McIntyre wurden nie gefunden.